# Spaanse zeebrasem
De Spaanse zeebrasem (Pagellus acarne) is een straalvinnige vis uit de familie van zeebrasems (Sparidae), orde baarsachtigen (Perciformes), die voorkomt in het noordoosten en het oosten van de Atlantische Oceaan en de Middellandse Zee.

## Anatomie
De Spaanse zeebrasem kan een maximale lengte bereiken van 36 cm. De vis heeft één rugvin en één aarsvin. Er zijn 12 tot 13 stekels en 10 vinstralen in de rugvin en 3 stekels en 9 vinstralen in de aarsvin. Het is een relatief slank soort zeebrasem met een stompe kop en de binnenkant van de bek heeft een oranje kleur.

## Leefwijze
De Spaanse zeebrasem is een zoutwatervis die voorkomt in een subtropisch klimaat. De diepte waarop de soort voorkomt is maximaal 500 m onder het wateroppervlak.
Het dieet van de vis bestaat hoofdzakelijk uit dierlijk voedsel dat leeft op of dicht bij de zeebodem. Hij eet macrofauna en vis .

## Relatie tot de mens
De Spaanse zeebrasem is voor de beroepsvisserij van aanzienlijk belang en is ook populair bij zeehengelaars. Voor consumptie is het een matig vette vis. Volgens Nijssen & de Groot is deze vis zeer zeldzaam aan de kusten van de Lage Landen; er is één exemplaar dat in 1972 in het kustwater is gevangen en opgenomen in een wetenschappelijke collectie.